# Partito Comunista del Kirghizistan
Il Partito Comunista del Kirghizistan fu la sezione di livello repubblicano del Partito Comunista dell'Unione Sovietica nella Repubblica Socialista Sovietica Kirghiza. Fondato nel 1924, è rimasto attivo fino all'agosto 1991.